# 종합격투기
종합격투기(綜合格鬪技, 영어: mixed martial arts, MMA) 또는 때때로 케이지 파이팅(영어: cage fighting)은 스트라이킹과 그래플링을 넘나들며 다양한 격투 기술이 사용되는 격투 스포츠다. 많은 격투 스포츠가 타격이나 관절기, 던지기 중 한 계열의 기술만을 채용하거나 어느 하나를 금지하는 것에 반해, 종합격투기는 급소 가격 등 생명에 직접적인 위해를 가하는 치명적인 공격 외에 거의 모든 기술을 사용할 수 있다. 현대적인 종합격투기가 정립되기 이전에는 "서로 다른 종류의 무술 간의 대결"인 이종격투기(異種格鬪技, 영어: hybrid martial arts)와 혼용되어 쓰이기도 하였지만, 이제는 종합격투기 자체로 하나의 체계를 갖춘 스포츠로서 독립하였기에 구분하여 사용하고 있다.

## 역사
최소한의 규칙을 가지면서 맨몸으로 싸우는 초기의 격투 스포츠 중에서 가장 널리 알려진 것의 하나는 기원전 648년 올림픽에 도입된 그리스의 판크라티온이다.
권투와 레슬링 같은 이종 격투의 만남도 여러 번 있었다. 1887년에는 헤비급 권투 챔피언 존 설리번과 그레코로만 레슬링 챔피언 윌리엄 멀둔이 맞붙었고, 레슬링 챔피언이 2분 만에 권투 선수를 바닥에 내리치며 경기가 끝났다. 1890년대에는 헤비급 권투 선수 밥 피츠시몬스가 그레코로만 레슬링 챔피언 어니스트 로버를 만났는데, 로버가 광대뼈 골절을 당하고도 피츠시몬스를 바닥에 메치고 암 록을 걸어 승리했다고 알려졌다. 1936년에는 헤비급 권투 선수 킹피쉬 레빈스키가 프로레슬러 레이 스틸과 혼합 경기를 가졌고 35초 만에 스틸이 승리했다.
초기 종합 격투기의 또 다른 예로는 1898년 런던에서 창시된 '바티츠(Bartitsu)'(코난 도일의 소설 속 주인공 셜록 홈즈가 연마한 무술인 바리츠가 이 무술을 모티브로 한 것으로 알려짐)가 있다. 아시아와 유럽의 격투 스타일이 융합된 첫 무술로, 잉글랜드 전역에 걸쳐 종합격투기 방식의 경기를 가졌었다.
또한 제1차 세계 대전 후에 프로 레슬링은 자취를 감추었다가 두 개로 갈라져 다시 태어나게 되는데, 하나는 '쇼'로 현대의 스포츠 엔터테인먼트 프로 레슬링으로 진화했고, 다른 하나는 격투가들이 실제로 싸우는 '슛'이다.
여러 무술의 요소들을 혼합하는 것은 1960년대와 1970년대에 이소룡의 사상으로도 널리 퍼졌다. 그는 "최고의 격투가는 권투 선수나 공수가, 유도가가 아니라, 어떤 무술에도 적응할 수 있는 사람이다" 고 믿었다. 그의 발상은 현재 UFC의 사장인 데이나 화이트에게도 영향을 주었고, 그는 이소룡을 '종합격투기의 아버지'라고 부른다.

## 현대
현대의 종합 격투기 대회는 두 개의 움직임에 뿌리를 두고 있다. 하나는 일본의 슛 레슬링에 영향을 받아 브라질에서 열린 발리 투두 경기다. 발리 투두는 1920년대 카를로스 그레이시와 엘리우 그레이시가 '그레이시 챌린지'라는 이름으로 시작했고 그 후손들이 지금까지 이어오고 있다. 일본에서 일어난 또 하나의 움직임으로 1970년대 안토니오 이노키가 일본 프로레슬링의 슛 스타일에서 영향을 받아 주최한 종합격투기 경기들이 있었다. 이 경기들은 1985년 최초의 종합 격투기 단체 중 하나인 슈토를 조직하기까지 이른다.
종합 격투기가 대중적으로 널리 알려지게 된 것은 1993년 미국의 얼티밋 파이팅 챔피언십(UFC) 대회가 시작되고서 부터다. 이 대회는 최소한의 규칙만을 가지고 서로 다른 격투기가 맞붙어 어느 쪽이 더 실전에서 쓸모가 있는지를 가리려는 발상으로 시작했고, 첫 대회에서 우승한 호이스 그레이시가 싸우는 방식은 무술계에 큰 파장을 일으켰다. 또한 일본에서는 슈토 이후에 종합 격투에 지속적인 관심을 보인 끝에 1997년 프라이드 파이팅 챔피언십이 탄생했다.
UFC 이후 종합 격투기를 스포츠로서의 기준에 맞추고자 했고, 2006년 12월 척 리델과 티토 오티즈의 재대결이 거대한 복싱 이벤트와 맞먹을 정도의 인기를 자랑하며 스포츠로서의 인기를 반증했다. 2007년에는 UFC의 소유사인 주파가 프라이드 FC를 인수하여, 사실상 UFC의 독주 체제가 이어지고 있다.

### 주요 단체
종합격투기 포탈 Tapology.com 목록에 따르면 전세계에서 수백 개의 종합격투기 단체가 종합격투기 대회를 개최한다.
UFC는 2006년 주류 언론에서 주목을 받았고 2007년 프라이드 FC 합병 및 월드 익스트림 케이지파이팅 및 스트라이크포스 인수를 통해 쟁쟁한 경쟁을 펼친 기업은 없었으며, UFC는 최고의 인재를 보유한 것으로 간주된다. 선수는 일반적으로 전 세계의 다른 MMA 단체에서 성공적으로 경쟁한 후 UFC와 계약을 체결한다. 정찬성 할로웨이 중계
어떤 단체는 유망주를 구축하기 위해 더 많이 존재하는 반면, 어떤 단체는 유망주와 베테랑을 잘 혼합하는 경향이 있다. 어떤 단체는 더 큰 단체의 피더 리그로서 존재하며(예 : LFA, CWFC, 딥), 어떤 단체는 세계 최고의 단체가 위해 존재한다(예 : ACB, 원 챔피언십, 로드 FC). 어떤 단체는 매달 대회를 개최하는 반면, 일부 단체는 1년 동안 4,5회 정도의 대회만 개최한다.
각종 종합격투기 관련 자료를 수학적으로 계산해서 순위를 정하는 ScorecardMMA.com에 따르면, 2018년 7월 14일 현재 종합격투기 단체 랭킹 41위 내에 있는 상위 15개 단체는 다음과 같다:
1. 얼티밋 파이팅 챔피언십 (Ultimate Fighting Championship (UFC))
2. 벨라토르 MMA (Bellator MMA)
3. 앱솔루트 챔피언십 베르쿠트 (Absolute Championship Berkut (ACB))
4. 파이트 나이츠 글로벌 (Fight Nights Global (FNG))
5. 원 챔피언십 (ONE Championship)
6. 라이진 파이팅 페더레이션 (Rizin Fighting Federation (Rizin FF))
7. 인빅타 FC (Invicta Fighting Championships (Invicta FC)) (여성 종합격투기 단체)
8. 판크라스 (Pancrase)
9. M-1 글로벌 (M-1 Global)
10. 래거시 파이팅 얼라이언스 (Legacy Fighting Alliance (LFA))
11. 월드 파이팅 챔피언십 아흐마트 (World Fighting Championship Akhmat (WFCA))
12. 콘후론타차 슈토쿠 봐루키 (Konfrontacja Sztuk Walki (KSW))
13. 딥 (Deep)
14. 로드 FC (Road Fighting Championship (Road FC))
15. 케이지 워리어스 파이팅 챔피언십 (Cage Warriors (CWFC))

ScorecardMMA.com의 단체 점수는 크게 3가지 요소로 구성된다.
- 대회 지수 - 지난 분기 및 지난 해 대회의 품질을 기반으로 한다.
- 소유 선수 지수 - 단체가 현재 소유하고 있는(계약 또는 사용한) 선수의 품질을 기반으로 한다.
- 출전 선수 지수 - 지난 4개월 동안, 그리고 지난 3/4 분기에 사용된 선수.

## 같이 보기
- 복싱 (동음이의)